# أورنج مصر
أورنج مصر (موبينيل سابقاً) هي أول مشغل للهاتف المحمول في مصر، وقد أنشئت في 4 مارس 1998.

## بيانات عن الشركة
- 4,575 موقعاً
- 34 محطة إرسال وإستقبال قاعدية Mobile BTSs مزود
- وحدات مبيتة لإلغاء الصدى على كافة أجهزة الوصل والتحويل (السويتشات).
- جهاز تعزيز الصوت لأقصى درجة EFR لزيادة وضوح الصوت.
- هوائيات على أعلى مستوى من التقدم.

كانت أورنج أول مشغل للنظام العالمي للهاتف المحمول GSM في مصر يمد خدمات شبكته إلى:
محطات مترو الأنفاق حيث قامت موبينيل بتركيب 17 محطة إرسال وإستقبال قاعدية متناهية الصغر Micro BTSs لتغطية محطات بالقاهرة.
تتسع التغطية لتشمل أكثر من 99 % من سكان مصر. وقد وصل عدد عملاء الشركة في مصر وحدها إلى 34 مليون مشترك وبذلك تحتل المرتبة الثانية بين شركات الهاتف المحمول المصرية.
ترتبط أورنج مصر بإتفاقيات دولية بشأن التجوال مع 348 مشغل في 135 دولة.
كانت أورنج مصر أول من أبرم إتفاقيات التجوال مع الولايات المتحدة الأمريكية وكندا وكذلك مع المشغلين
لغير النظام العالمي لاتصالات المحمول GSM في أمريكا الجنوبية، بحيث أمكن مد خدماتها إلى دول مثل الأرجنتين والبرازيل وبيرو والفلبين ودول أخرى كثيرة.
وتقدم أورنج مصر خدمة التجوال بالتعاون مع مشغلى الأقمار الصناعية مثل الثريا.
أورنج أول شركة اتصالات عن بعد في مصر والشرق الأوسط تفوز بشهادة منظمة المعايير الدولية (الأيزو). ISO 14001 كذلك حصلت أورانج على تجديد رسمي لشهادة الأيزو 14001 لرابع سنة على التوالي.
أورنج هي أولي شركات المحمول في مصر تطبق تكنولوجيا "الجيل القادم من تكنولوجيا نظم الدعم الفني لإدارة الشبكات. وقد نجحت في تطبيق المرحلة الثانية من هذه التكنولوجيا المتطورة والتي تتيح أفضل خدمة للعملاء من خلال:
1. ضمان تحسين جودة وكفاءة الخدمة
2. تقليل الوقت المستقطع لحل مشاكل الشبكة

## قضية التجسس
في سياق التحقيق في إحدى قضايا التجسس بعد ثورة 25 يناير والمعروفة بقضية الجاسوس الأردني، وجهت النيابة العامة رسمياً لشركة أورنج تهمة التواطؤ في التجسس لصالح الموساد الإسرائيلي وفقاً للتقارير الفنية الخاصة بمعاينة أحد ابراج التقوية التابعة للشركة والواقع على الحدود الشرقية لجمهورية مصر العربية، فوفقاً للتقارير تم إنشاء البرج دون الحصول على التصاريح اللازمة وفي منطقة ذات كثافة سكانية منخفضة للغاية وبارتفاع مبالغ فيه حيث لا توجد مباني مرتفعة في هذه المنطقة بالإضافة إلي توجيه الإشارة عمداً إلى داخل الأراضي الإسرائيلية حيث تم استخدام هذا البرج في تمرير مكالمات دولية مصرية إلى إسرائيل بغرض التنصت عليها وفقاً للتقارير.

## صور أورنج في جامعة عين شمس

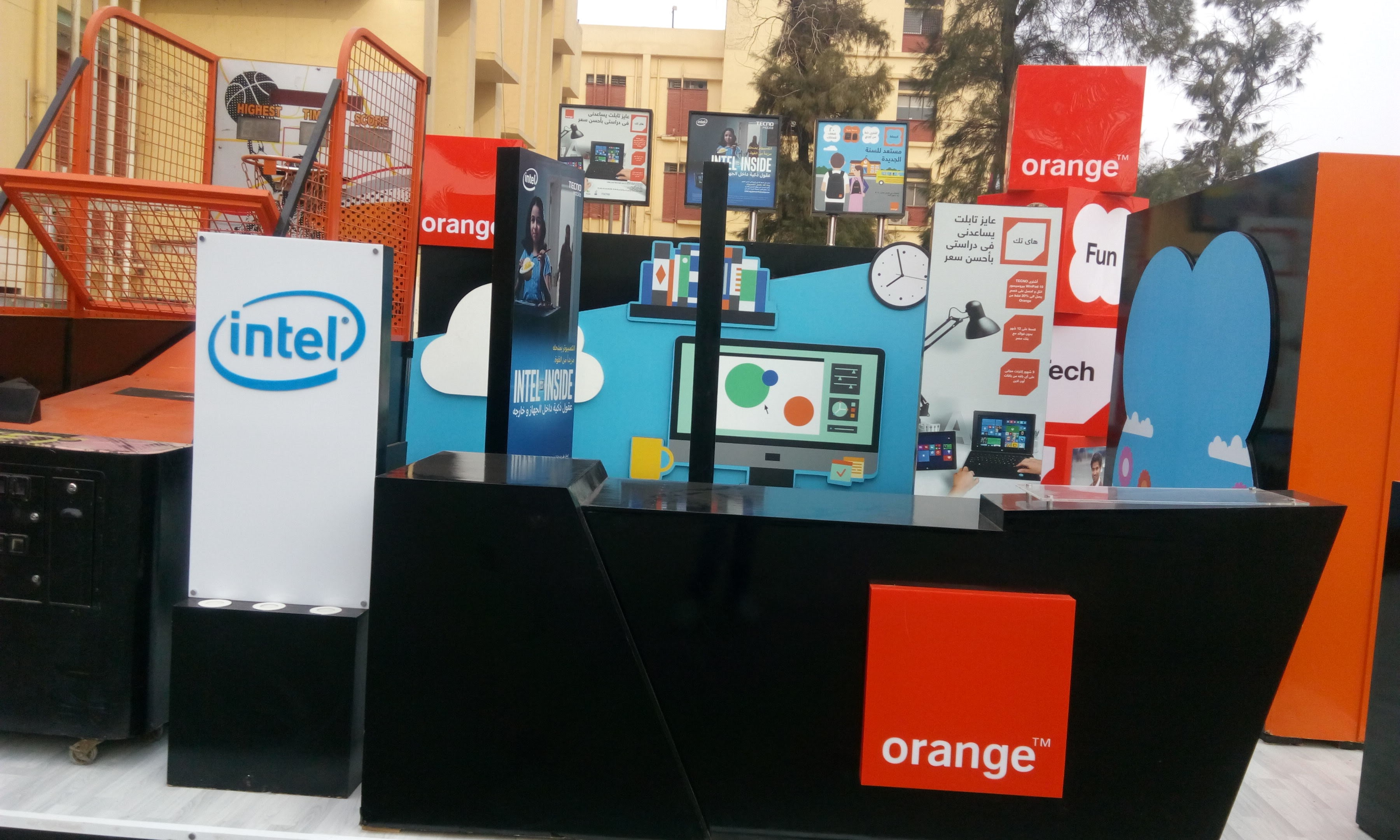
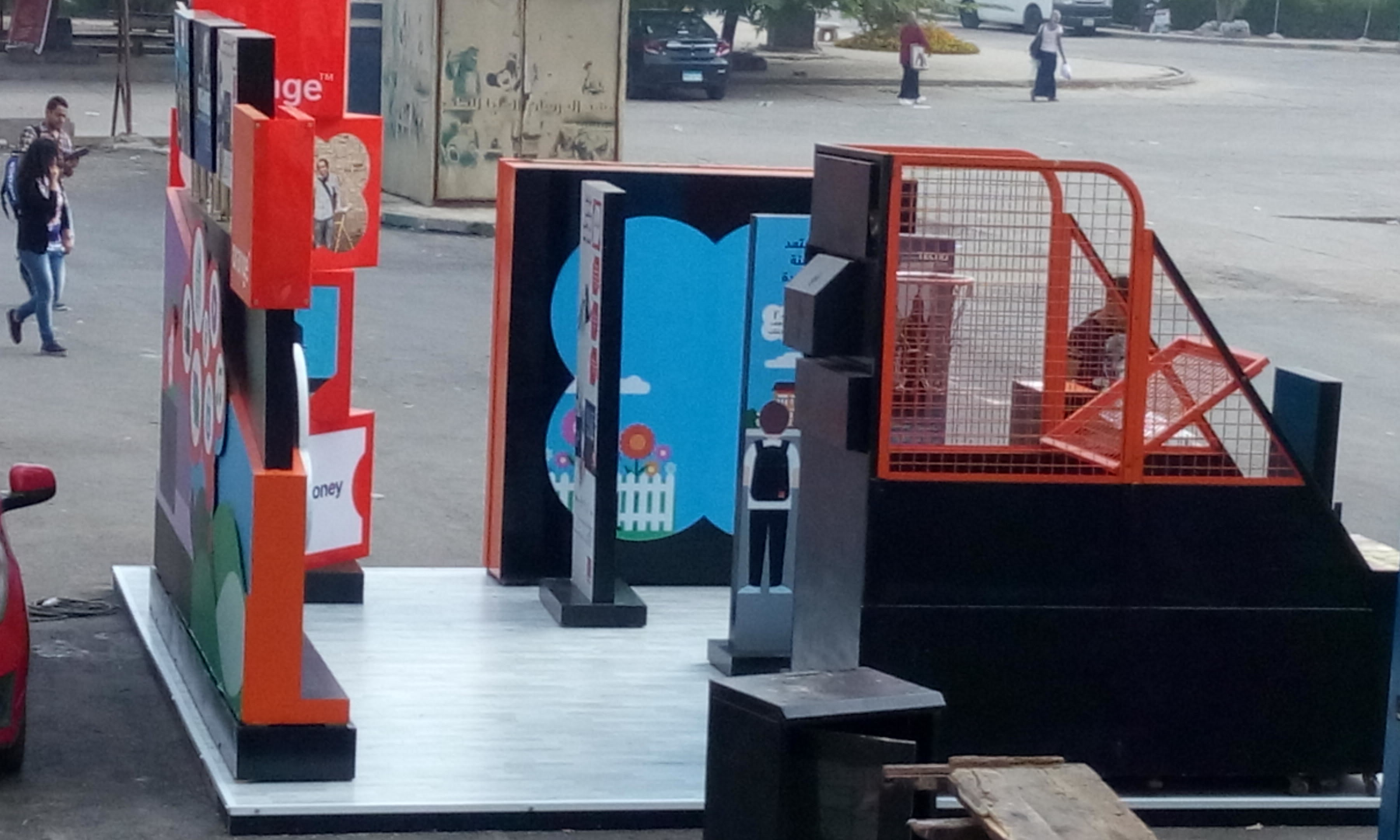

## وصلات خارجية
- الموقع الرسمي